# After the Glitter Fades
After the Glitter Fades – utwór amerykańskiej wokalistki Stevie Nicks, wydany w 1982 jako czwarty i ostatni singel z albumu Bella Donna (1981). Piosenka osiągnęła 32. miejsce Billboard Hot 100 oraz pojawił się na 36. miejscu przebojów z gatunku adult contemporary.